# Cyrtanthus rotundilobus
Cyrtanthus rotundilobus är en amaryllisväxtart som beskrevs av Nicholas Edward Brown. Cyrtanthus rotundilobus ingår i släktet Cyrtanthus, och familjen amaryllisväxter. Inga underarter finns listade i Catalogue of Life.